# Zevensterrestraat

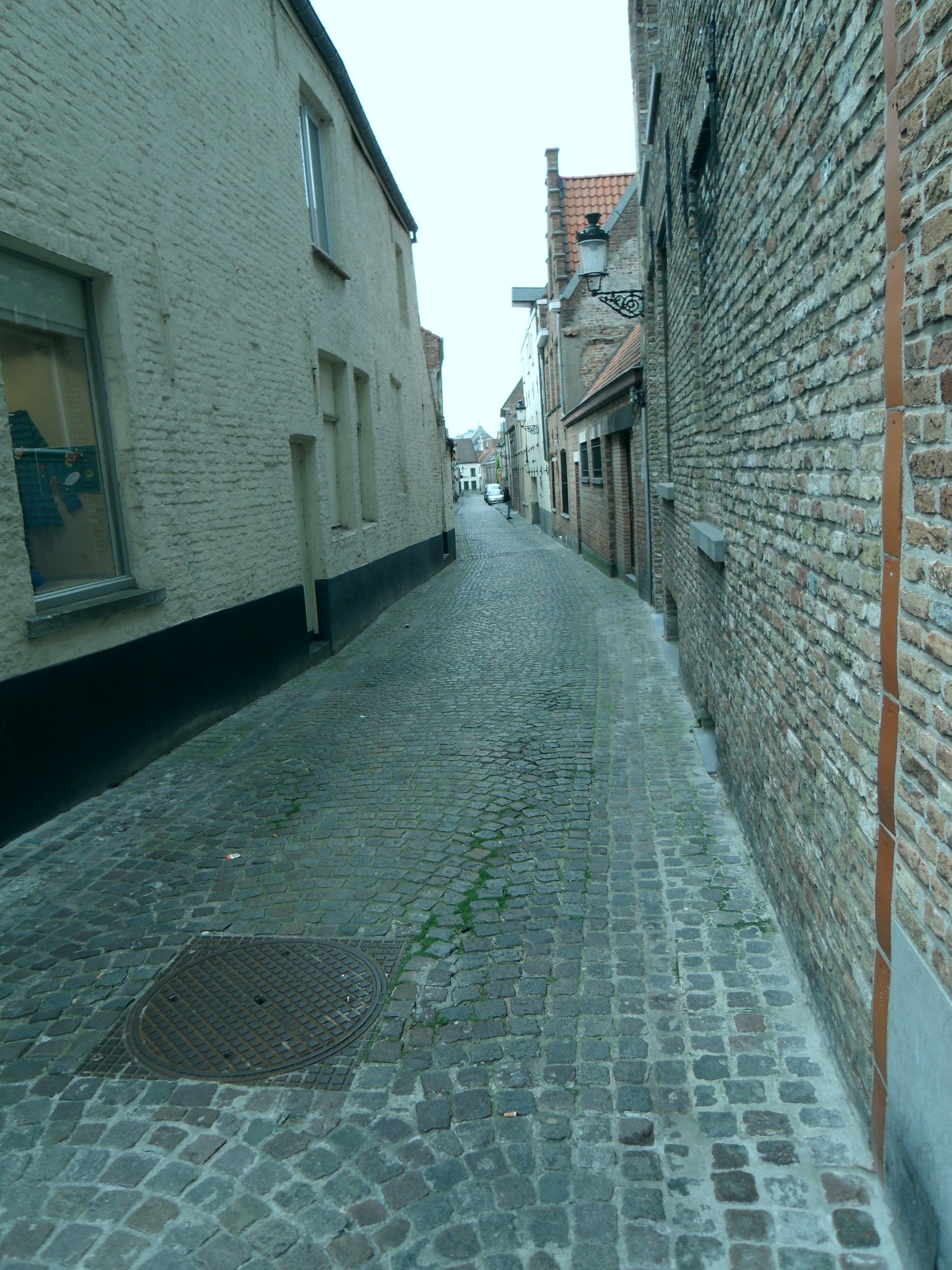
De Zevensterrestraat

De Zevensterrestraat is een straat in Brugge.

## Beschrijving
De straat heette oorspronkelijk Kleine Smedenstraat. Op de hoek van de Smedenstreaat met deze zijstraat stond een huis dat de naam de 'Zevensterre' droeg. Vanaf de 17de eeuw ging de naam van het huis over op de straat.
'Zevensterre' verwijst naar Zevengesternte, ook wel Plejaden genoemd, een sterrengroep die voorkomt in het sterrenbeeld de 'Stier' en bestaat uit (honderden) kleine sterren, gewoonlijk beschouwd als te bestaan uit zeven sterren, hoewel er slechts zes duidelijk te zien zijn. Het kan ook verwijzen naar de zeven sterren van de Grote Beer.
De Zevensterrestraat loopt van de Smedenstraat naar de Lane.